# Sint-Jozefkerk (Peking)
De Sint-Jozefkerk (Chinees: 大聖若瑟堂), ook bekend als de Wangfujing-kerk (Chinese: 王府井天主堂) of Dongtang-kerk (Chinees: 東堂, vertaling: Oosterkerk), is een neoromaans kerkgebouw in de Chinese hoofdstad Peking uit het begin van de 20e eeuw. Het betreft een van de vier historische katholieke kerken van het rooms-katholieke aartsbisdom Peking. De kerk is gelegen in het district Dongcheng aan de Wangfujingstraat.

## Voorgeschiedenis
De Oostkerk werd in 1653 gesticht door de missie van de jezuïeten in China. De bouwgrond voor de nieuwe kerk werd geschonken door keizer Shunzhi. Op grond van hun kennis van astronomie waren de jezuïeten destijds de enige Europeanen die toestemming verkregen om te wonen in de hoofdstad.
De kerk zou een turbulente geschiedenis tegemoet gaan. Door een aardbeving in 1720 stortte het kerkgebouw in, waarna onmiddellijke herbouw plaatsvond. Ongeveer 90 jaar later werd het gebouw getroffen door brand. Het nog bestaande deel van de kerk werd vervolgens verwoest als gevolg van de anti-westerse politiek van die tijd. Tot 1860 bleef het terrein bestemmingsloos. Na het binnentrekken van Britse en Franse strijdkrachten in de Tweede Opiumoorlog werden buitenlandse missionarissen weer toegelaten in de hoofdplaats, die de kerk herbouwden. De anti-buitenlandse sentimenten verdwenen echter niet en explodeerden tijdens de eeuwwisseling met de Bokseropstand. Op het hoogtepunt van de rebellie in 1900 werd de kerk tot op de grond toe afgebrand.

## De huidige Jozefkerk
De Sint-Jozefkerk werd in 1904 in neoromaanse stijl herbouwd met drie klokkentorens. Nadat de communisten onder leiding van Mao Zedong de macht grepen, verbrak het nieuwe atheïstische regime alle diplomatieke relaties met de Heilige Stoel. Het regime poogde bovendien alle uitingen van religie te elimineren door kerken en andere gebedshuizen in beslag te nemen of te vernietigen. De Sint-Jozefkerk werd in de jaren 1950 onteigend door de overheid en in een basisschool getransformeerd. Om de algehele controle te verkrijgen op de katholieke gemeenschap in China werd in 1957 de Chinese Katholieke Patriottische Vereniging opgericht. Sinds die tijd werden de in de kerk werkzame priesters niet erkend door het Vaticaan.

## De restauratie
De verandering van de politieke opvattingen onder Deng Xiaoping in de jaren 1977-1978 brachten gunstiger tijden voor de katholieke gemeenschap. De gemeentelijke overheid financierde inspanningen om de kerk te restaureren en het gerenoveerde gebouw werd in 1980 heropend voor het vieren van de mis. Een andere belangrijke restauratie aan de kerk werd in september 2000 voltooid. De benoeming van de toenmalige parochiepriester van de Sint-Jozefkerk tot de nieuwe aartsbisschop van Peking op 16 juli 2007 door de CCPA, kreeg zowel de goedkeuring van overheid als van de Heilige Stoel.